# Great Barrow
Great Barrow es una localidad situada en la parroquia civil de Barrow, en la autoridad unitaria de Cheshire Oeste y Chester, Inglaterra (Reino Unido). Tiene una población estimada, a mediados de 2019, de 567 habitantes.
Está ubicada al sur de la región Noroeste de Inglaterra, cerca de la frontera con Gales, de la costa del mar de Irlanda y a poca distancia al sur de la ciudad de Liverpool.